# 미국 헌법 전문

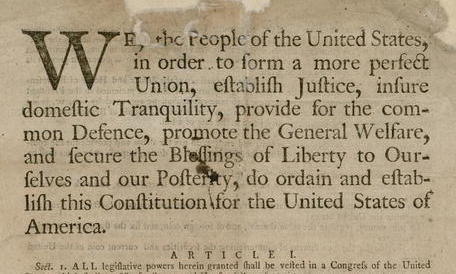

미국 헌법 전문(The Preamble to the United States Constitution)은 미국 헌법의 근본적인 목적과 원리를 안내하는 짧은 머리말이다. 여기에서는 일반적인 용어를 언급하고, 법원은 그것을 신뢰할 만한 증거로 언급해 왔으며, 헌법의 의미에 대한 미국 건국의 아버지들의 의도와 그들이 헌법을 어떻게 완성하고 싶은 지에 대한 희망을 언급했다.

## 전문
We the People of the United States, in Order to form a more perfect Union, establish Justice, insure domestic Tranquility, provide for the common defence, promote the general Welfare, and secure the Blessings of Liberty to ourselves and our Posterity, do ordain and establish this Constitution for the United States of America.

- 번역문: 우리 미국 국민은, 보다 완전한 연합을 형성하고, 정의를 확립하며, 국내의 평안을 보장하고, 공동 방위를 규정하며, 국민 복지를 증진하고, 우리와 우리의 후손들에게 자유의 축복을 보장하기 위하여, 이 미국 헌법을 제정한다.

## 같이 보기
- 자유